# Poromya tenuiconcha
Poromya tenuiconcha är en musselart som först beskrevs av Dall 1913.  Poromya tenuiconcha ingår i släktet Poromya och familjen Poromyidae. Inga underarter finns listade i Catalogue of Life.